# Gerardo Bianco
Pour les articles homonymes, voir Bianco (homonymie).
Gerardo Bianco (né à Guardia Lombardi le 12 septembre 1931 et mort à Rome le 1er décembre 2022) est un homme politique italien.

## Biographie
Gerado Bianco est né à Guardia Lombardi en Campanie en Italie. Lauréat d'une bourse au Collège Augustinianum de l'université catholique du Sacré-Cœur, il est diplômé en lettres classiques.
Il a été député de 1968 à 1994 et de 2001 à 2008, président de la démocratie chrétienne (Democrazia Cristiana ; DC) à la Chambre de 1979 à 1983 et de 1992 à 1994, vice-président de la Chambre des députés de 1987 à 1990 et député européen de 1994 à 1999. Il a également été ministre de l'Éducation dans le cabinet Andreotti VI.
En 1995, il s'oppose au secrétaire du Parti populaire italien (PPI), Rocco Buttiglione, pour son approche du centre-droit lors des élections régionales cette année-là. Bianco a  été élu secrétaire du PPI tandis que Buttiglione a fondé un nouveau parti, les Chrétiens démocrates unis (CDU). Il est resté secrétaire jusqu'en 1997, année où il est devenu président de PPI. Il a également été directeur du journal Il Popolo en 1995 et de 1999 à 2000.
En 2002, Bianco s'est opposé à la dissolution du PPI en La Marguerite (DL) et a ainsi rejoint le nouveau parti en tant qu'indépendant. En 2004, il a fondé le mouvement Italia Popolare (it) (IP), dans le but de restaurer une présence autonome pour les catholiques démocrates en Italie. En 2008, il a refusé d'adhérer au Parti démocrate (PD) et a intégré le groupe mixte (Misto).
Gerardo Bianco meurt à Rome le 1er décembre 2022, à l'âge de 91 ans.